# Fernand Renard
Fernand Renard (* 1912 in Paris; † 10. Januar 1988  in Villamblard) war ein französischer Maler, der vor allem durch seine Stillleben Bekanntheit erlangte. Während seiner Kriegsgefangenschaft im nationalsozialistischen Deutschland entstanden eine Vielzahl an Darstellungen der unterfränkischen Stadt Iphofen.

## Leben
Fernand Renard wurde im Jahr 1912 in der französischen Hauptstadt Paris geboren. Seine Mutter Sophie Kaiser stammte aus Deutschland. Der Vater betrieb in Berck-Plage im Département Pas-de-Calais eine Pension. Hier wuchs Renard auch auf. Bereits in jungen Jahren plante er, Maler zu werden, und nahm später ein Studium an der École nationale supérieure des arts décoratifs in Paris auf. Hier gelang es ihm, ein Kunstdiplom zu erwerben. Zunächst arbeitete er für die Pariser Innendekorations-Firma Maison Jansen. In den folgenden Jahren machte sich Renard als Glasmaler selbstständig und gestaltete viele Kinowände, unter anderem mit Laurel-und-Hardy-Motiven. Renard gelang es außerdem, ein Gemälde an den Duke of Windsor, den späteren englischen König Eduard VIII. zu verkaufen.
Nach Beginn des Zweiten Weltkriegs wurde Renard zum Militärdienst eingezogen und erhielt seine Grundausbildung in Cambrai. Auch in dieser Zeit blieb er künstlerisch tätig und freskierte unter anderem seine Kaserne mit einem großformatigen Soldatengemälde. Schon 1940 geriet Renard während des deutschen Frankreich-Feldzugs in Kriegsgefangenschaft. Mit 23 anderen Soldaten aus Frankreich traf er am 5. Juli 1940 in Iphofen in Unterfranken ein. Schnell erhielt Renard vom Bürgermeister der Stadt ein Atelier in den Räumlichkeiten des historischen Iphöfer Rathauses eingerichtet und wurde von der Feldarbeit freigestellt. Hier wurde er dazu verpflichtet, nach der Vorlage von Passbildern vermisste und gefallene Iphöfer zu malen. Die Bilder erhielten die Angehörigen. Renard malte die Kapelle des Iphöfer Krankenhauses aus und begann danach, Stadtansichten der Stadt zu schaffen. Er nahm an einer Ausstellung im Lager Hammelburg teil, während der Gemälde von Kriegsgefangenen präsentiert wurden.
Im Mai 1945 endete für Renard die Kriegsgefangenschaft und er kehrte nach Frankreich zurück. In Paris eröffnete er ein Antiquitätengeschäft und betrieb die Malerei fortan nur noch nebenberuflich. Allerdings blieben seine Werke in Europa und den USA gefragt. So bemalte Renard Tischgeschirr für den griechischen Reeder Aristoteles Onassis. Außerdem war er regelmäßig für den US-amerikanischen Kunstsammler Paul Mellon und dessen Frau Bunny Mellon tätig. Im Gartenhaus des Ehepaares in Middleburg, Virginia entstand ein großes Deckengemälde. Regelmäßig besuchte er Deutschland und die Stadt Iphofen. Obwohl Renard vorwiegend in Paris lebte, hatte er in Villamblard in der Dordogne eine alte Mühle erworben, die er als Atelier nutzte. Hier starb Fernand Renard am 10. Januar 1988 mit 76 Jahren.

## Stil und Ausstellungen
Fernand Renards Frühwerk ist von verschiedenen Glasmalereien geprägt. Allerdings nahm er bereits in den 1930er Jahren auch Auftragsarbeiten mit anderen Techniken an. Später entwickelte sich die Ölmalerei zu seiner bevorzugten Technik. Renard begann mit der Arbeit an Blumenstillleben, die zu seinem Markenzeichen werden sollten. Während des Zweiten Weltkriegs trat er insbesondere als Porträt- und Landschaftsmaler in Erscheinung. Daneben gehören auch großformatige Wandgemälde zu seinem Repertoire. Als ein Hauptwerk kann das vielfältige Wandgemälde im Gartenhaus des Ehepaars Mellon gelten. Renards Werke wurden regelmäßig in den Hammer Galleries in New York City ausgestellt. 1990 fand letztmals eine Retrospektive in den Räumlichkeiten statt, 1991 wurde außerdem eine Ausstellung im Iphöfer Knauf-Museum dem Künstler gewidmet.